# Therese Wilhelmine von Pollheim-Winkelhausen

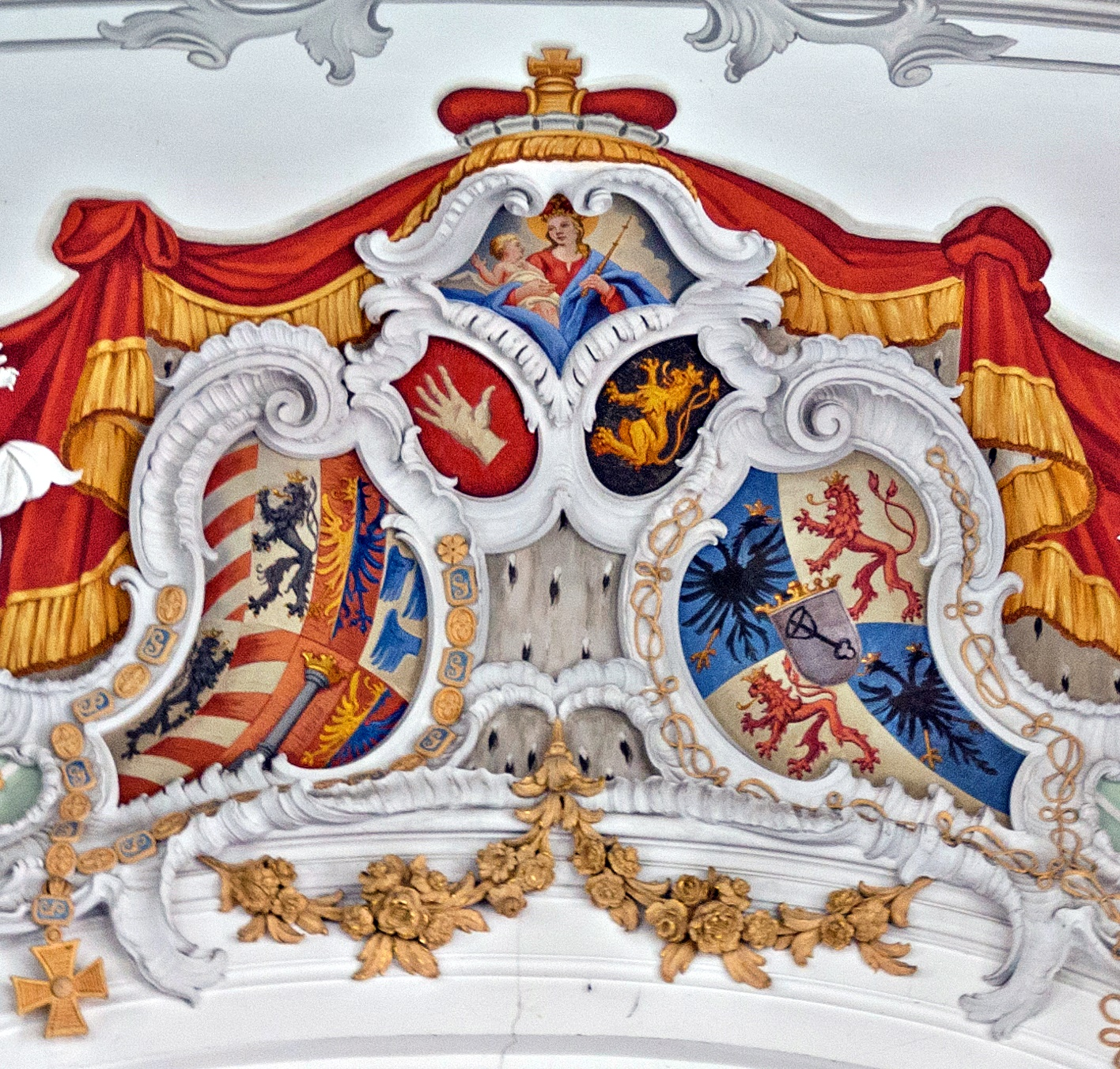
Allianzwappen der Fürstäbtissin Therese Wilhelmine von Pollheim-Winkelhausen, Stiftskirche Lindau

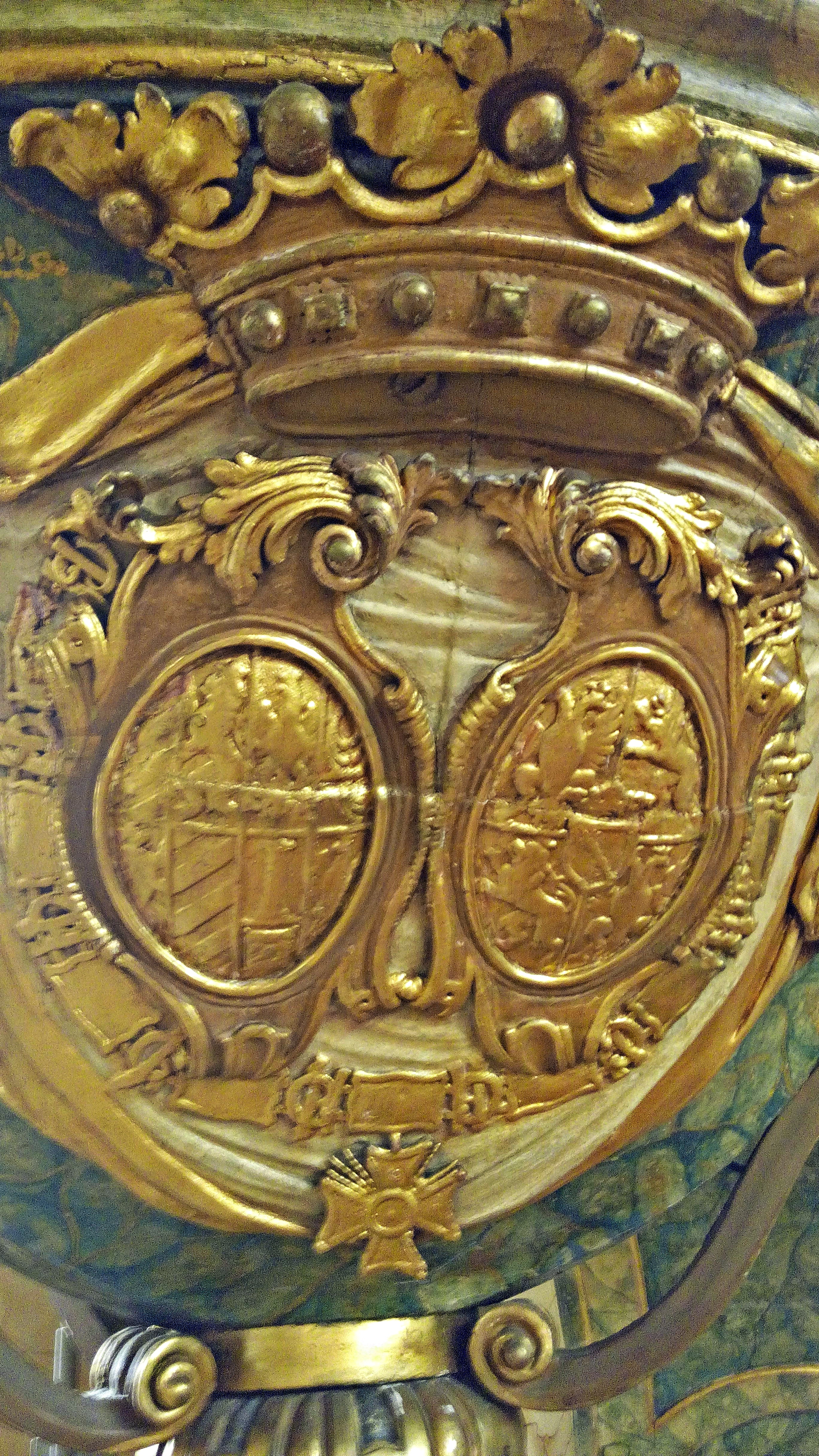
Allianzwappen mit Grafenkrone, Kanzel der Pfarrkirche St. Sebastian, Mannheim

Therese Wilhelmine von Pollheim-Winkelhausen (* um 1680 in Westfalen; † 1. März 1757 in Lindau) war eine Gräfin, kurpfälzische Obersthofmeisterin und von 1743 bis 1757 Fürstäbtissin des Kanonissenstifts Lindau.

## Leben und Wirken
Therese Wilhelmine entstammte dem bergischen Adelsgeschlecht von Winkelhausen und kam als junges Mädchen in das Adelsstift Dietkirchen zu Bonn.
Sie wurde erste Hofdame am kurpfälzischen Hof und Obersthofmeisterin der Kinder von Kurfürst Karl III. Philipp. Sowohl bei ihm als auch bei seiner Tochter Elisabeth Auguste Sofie von der Pfalz stand sie in hohem Ansehen und versah ihre Stellung über 10 Jahre lang (laut Trauerpredigt 13 Jahre als Obersthofmeisterin). 1723 heiratete die Adelige den verwitweten Grafen Andreas Ehrenreich von Pollheim hochstiftisch augsburgischer Premierminister und später Präsident des Geheimen Ratskollegiums von Pfalz-Neuburg. Er starb 1735; das Ehepaar blieb kinderlos.
Therese Wilhelmine von Pollheim-Winkelhausen verwandte als Witwe ihr gesamtes Vermögen zur Wiederherstellung der abgebrannten Stiftskirche Unserer Lieben Frau in Lindau. In diesem Zusammenhang trat die dortige Fürstäbtissin Maria Anna Margaretha von Gemmingen von ihrem Amt zurück und überließ es 1743 der Stifterin. Diese hatte bereits 1742 in der Mannheimer Pfarrkirche St. Sebastian eine prächtige Kanzel finanziert, die ihr und ihres verstorbenen Mannes Allianzwappen Pollheim/Winkelhausen trägt. Der Entwurf stammte von Alessandro Galli da Bibiena. Ebenso stiftete sie um 1739 einen Seitenaltar in der Schwetzinger Pfarrkirche St. Pankratius, mit dem gleichen Allianzwappen. Nun ließ sie von dem pfälzischen Baumeister Johann Caspar Bagnato die Lindauer Stiftskirche wiedererbauen. Auch dort findet sich an zentraler Stelle, über dem Chorbogen, ihr Allianzwappen, jetzt mit den Attributen einer Reichsfürstin.
Im Januar 1757 fasste Therese Wilhelmine von Pollheim-Winkelhausen ihr Testament ab und starb – laut einer im Druck erschienenen Trauerpredigt – am 1. März des gleichen Jahres, im Alter von „ungefähr 78 Jahren“. Sie wurde unter dem Chorbogen der Stiftskirche Lindau beigesetzt. Ihre Vorgängerin folgte ihr wieder im Amt nach.

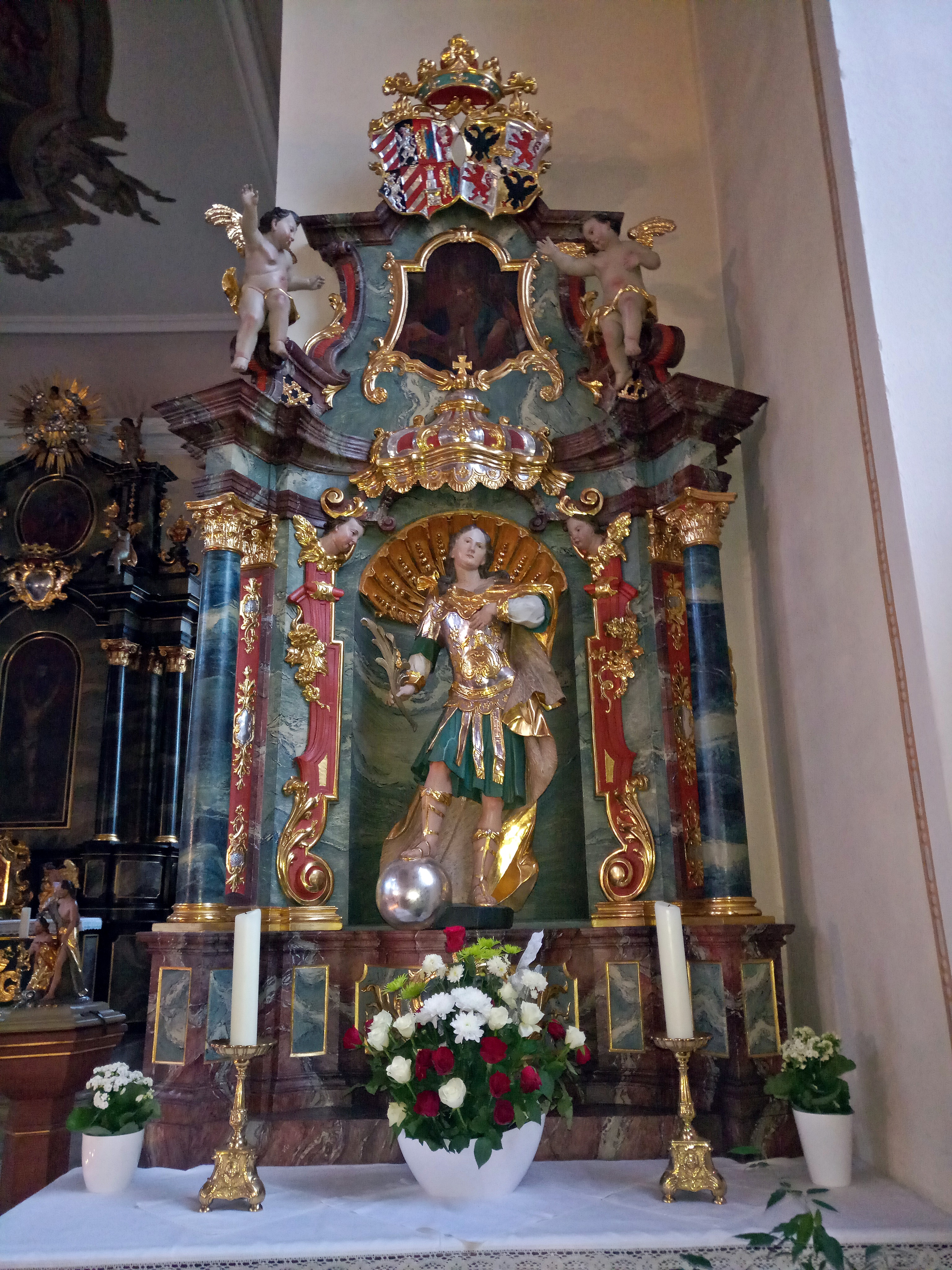
Rechter Seitenaltar, kath. Kirche St. Pankratius, Schwetzingen, mit Allianzwappen der Gräfin
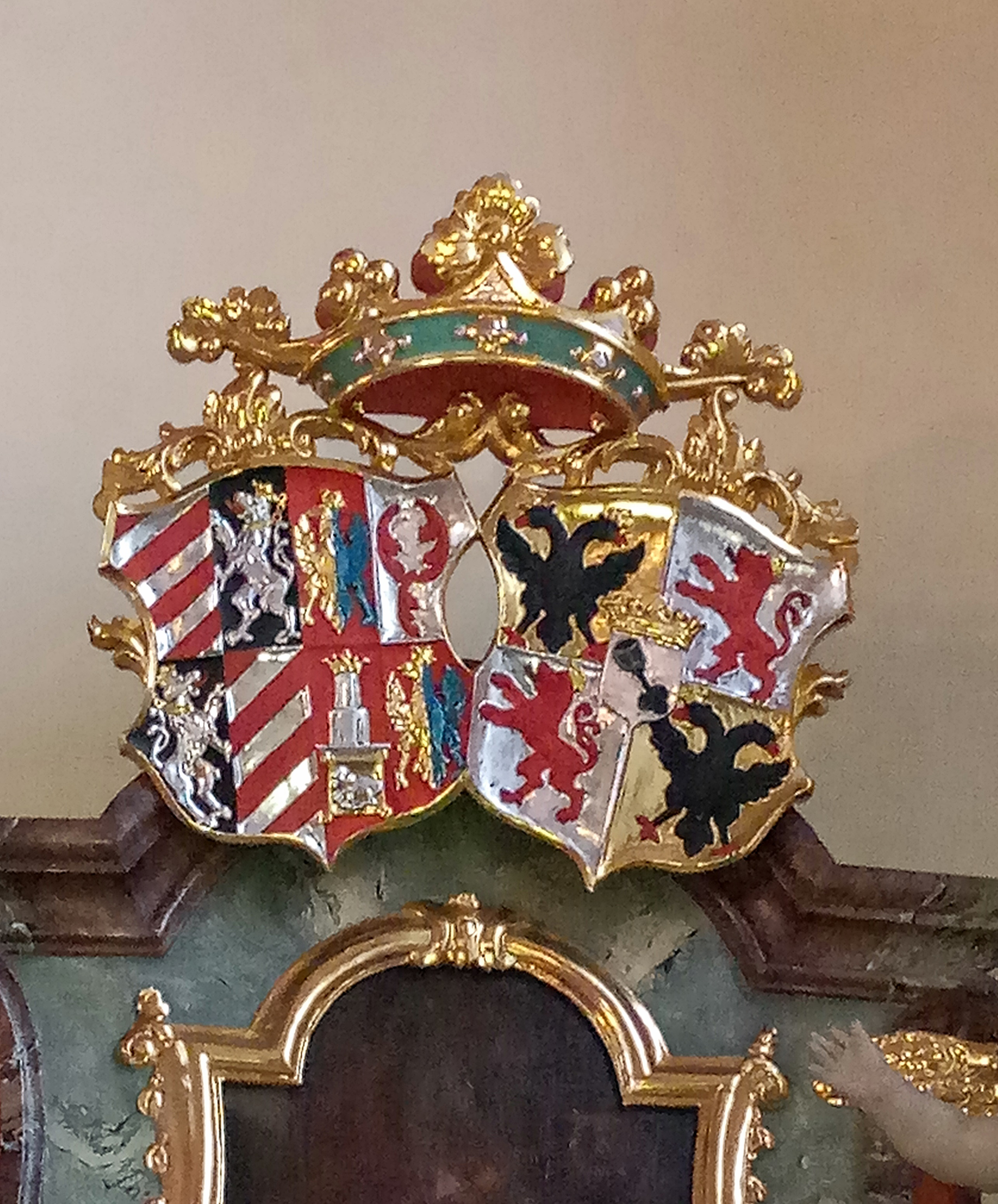
Allianzwappen der Gräfin am rechten Seitenaltar der kath. Kirche St. Pankratius, Schwetzingen
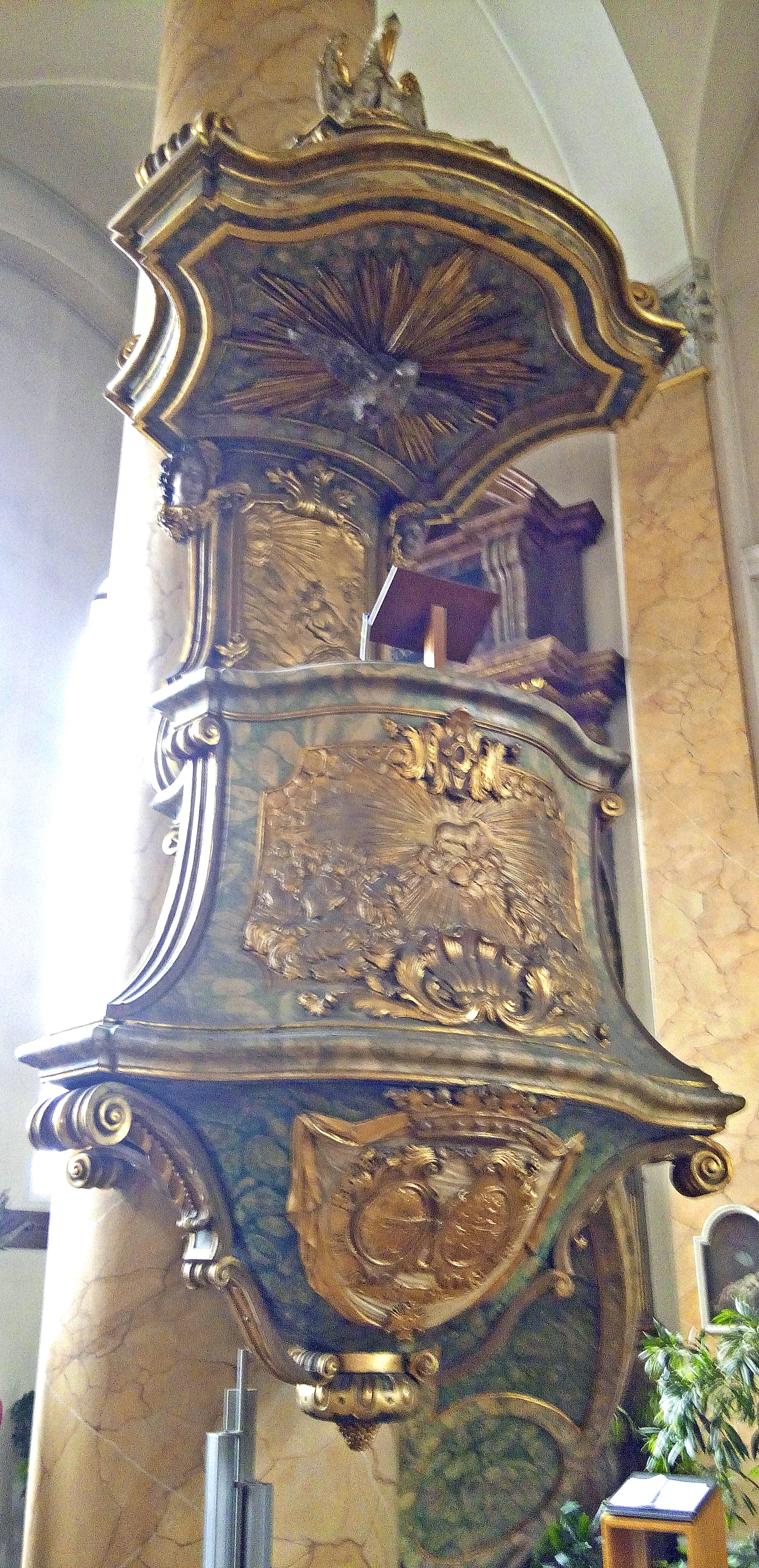
Kanzel in Mannheim, St. Sebastian
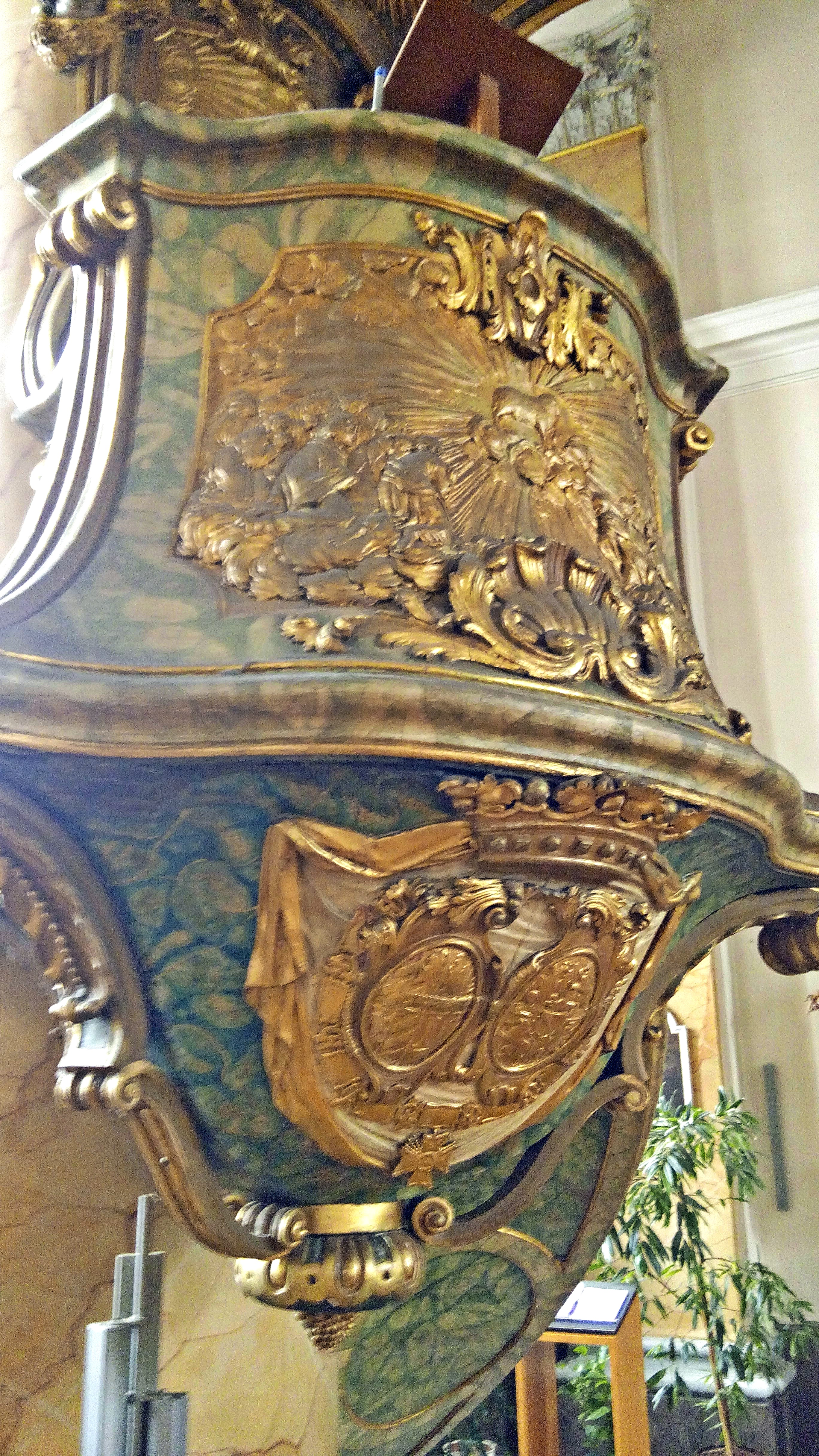
Kanzelkorb mit Wappen
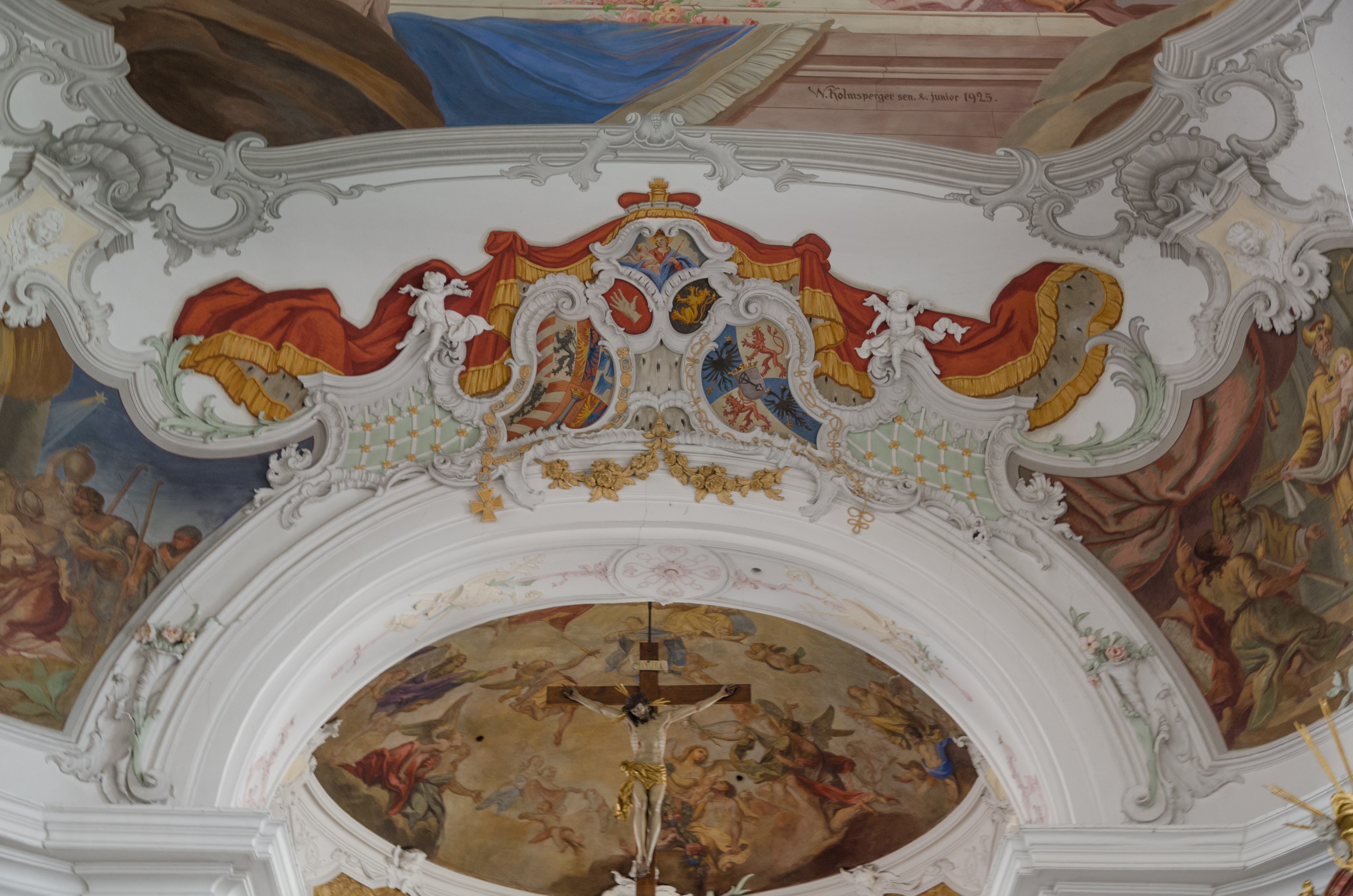
Chorbogen der Stiftskirche Lindau, mit Wappen
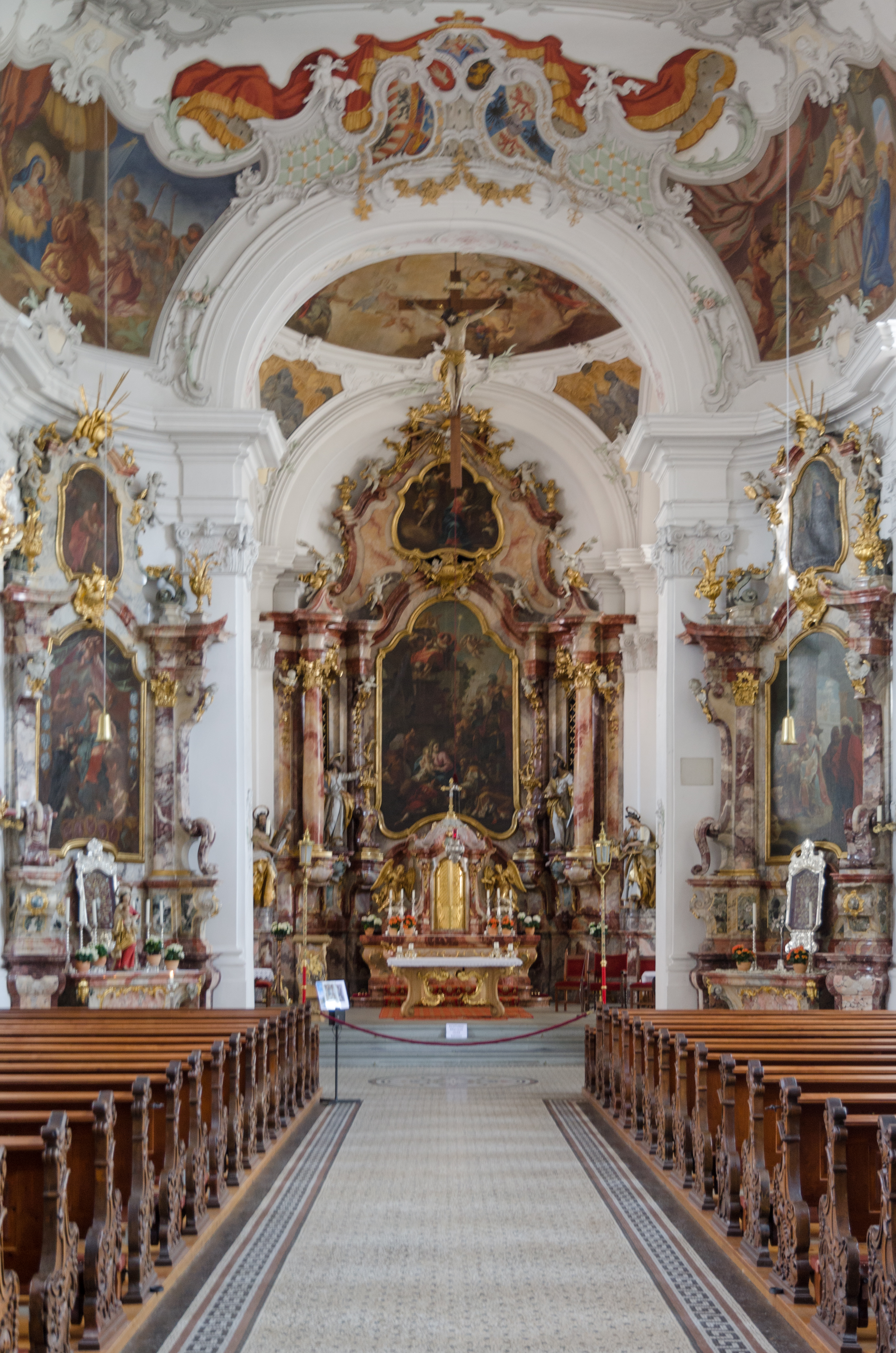
Innenansicht Stiftskirche Lindau, mit der zentralen Wappendarstellung